# Else Joseph
Pour les articles homonymes, voir Joseph.
Else Joseph, née le 24 décembre 1961 à Villers-Semeuse, est une femme politique française.

## Biographie
Professeure d'histoire-géographie en collège, elle est adjointe à la municipalité de Charleville-Mézières, chargée du patrimoine et des mobilités et vice-présidente du département des Ardennes. Elle est présidente du parti Les Républicains des Ardennes et conseillère départementale des Ardennes.
Le 27 septembre 2020, elle est élue sénatrice des Ardennes. Elle siège à la commission de la Culture, de l'Education et de la Communication du Sénat en tant que Secrétaire. Elle est également vice-présidente du groupe d'amitié France-Pays-Bas.

## Parcours personnel et professionnel
Née à Villers Semeuse dans les Ardennes, elle passe son enfance à Warcq-La Bellevue du Nord- puis à Charleville Mézières où elle effectue ses études secondaires (titulaire d'un Bac D).
Elle poursuit ses études supérieures à Reims: Hypokhâgne au lycée Jean Jaurès, puis à l'Université de Reims: DEUG de géographie, licence et maitrise sous la direction de Georges Cazes sur l'aménagement touristique de la Montagne -Bauges et Bornes. Elle poursuit par un DESS à l'IATEUR- Institut d'aménagement des territoires , d'environnement et d'urbanisme de l'Université de Reims. Elle est titulaire du CAPES externe en Histoire Géographie en 1989.
Après quelques mois comme chargée de mission au Comité départemental du Tourisme des Ardennes, elle embrasse la profession de professeur d'Histoire et de Géographie au Lycée Mabillon de Sedan pendant 9 ans, puis au collège Saint Jean Baptiste de La Salle à Charleville Mézières jusqu'à sa mise en disponibilité à la suite de son élection au Sénat en septembre 2020.
Elle est présidente de la Macérienne Tennis à Belval, de 2008 à 2014.

## Parcours politique et électif
Engagée au RPR, membre active des Jeunes RPR, elle en sera secrétaire départementale adjointe, elle poursuit son engagement à l'UMP puis aux Républicains (LR), en y devenant successivement secrétaire départementale en 1999, puis aujourd'hui présidente.
Proche de Bérengère Poletti, députée Les Républicains de la 1ère circonscription des Ardennes, durant 4 mandats (2002 à 2022), elle a été sa directrice de campagne (2002, 2007, 2012 et 2017).
Elle a été candidate aux élections municipales à Charleville-Mézières en 1995 sur la liste menée par Philippe Mathot, puis en 2008, sur celle conduite par Bérengère Poletti. Elle devient à cette occasion conseillère municipale d'opposition. En 2014, elle est élue sur la liste de Boris Ravignon et devient adjointe au maire chargée des services techniques - urbanisme - travaux - cadre de vie. Réélue en 2020, elle devient adjointe chargée de l'urbanisme et des mobilités.
Elle est candidate aux élections européennes de 2009 en 14ème position sur la liste "majorité présidentielle - Nouveau centre" (Quand l'Europe veut, l'Europe peut") conduite par Joseph Daul. En 2014, elle est candidate en 9ème position sur la liste menée par Nadine Morano "Pour la France, agir en Europe".
Élue conseillère départementale en 2015 dans le canton de Charleville-Montcy Notre Dame-Charleville 3 avec Robert Chauderlot - elle sera Vice-Présidente de cette assemblée de 2015 à 2020. Réélue en juin 2021, elle est membre de la commission Solidarités Territoriales.